# 142

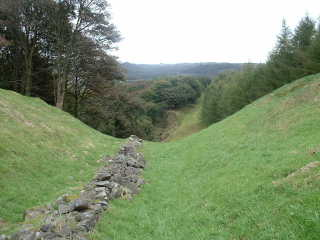
Muur van Antoninus (Schotland)

Het jaar 142 is het 42e jaar in de 2e eeuw volgens de christelijke jaartelling.

## Gebeurtenissen

### Brittannië
- Keizer Antoninus Pius geeft opdracht tot de bouw van de Muur van Antoninus. De verdedigingslinie (63 km lang) wordt aangelegd om invallen van Picten af te weren. Tussen de steden Glasgow en Edinburgh (Schotland) worden 19 legerkampen en kleinere forten ("miliecastles") gebouwd.